# Roland, Iowa
Roland là một thành phố thuộc quận Story, tiểu bang Iowa, Hoa Kỳ. Năm 2010, dân số của thành phố này là 1284 người.

## Lịch sử
Thành phố này được sáp nhập vào ngày 29 tháng 12 năm 1981.

## Dân số
Dân số qua các năm:
- Năm 2000: 1324 người.
- Năm 2010: 1284 người.